# Əvəcük
Əvəcük è un comune dell'Azerbaigian situato nel distretto di Qusar. Conta una popolazione di 863 abitanti.